# Будапештская конвенция
Будапештская конвенция, Русско-Австрийская конвенция — секретное соглашение, подписанное 3 (15) января 1877 года в Будапеште от имени России русским послом в Вене Е. П. Новиковым и министром иностранных дел Австро-Венгрии Д. Андраши. Являлась дальнейшим развитием секретного Рейхштадтского соглашения. Конвенция подписана в период проведения зашедшей в тупик Константинопольской конференции.
В конвенции подтверждались положения Рейхштадтского соглашения о недопущении создания большого славянского государства на Балканах, о независимости Болгарии, Румынии, Албании, о судьбах Фессалии, Эпира, Крита и Константинополя. Кроме того, в конвенции подтверждался доброжелательный нейтралитет Австро-Венгрии в предстоящей войне России против Османской империи. В обмен на это Австро-Венгрии предоставлялось право выбора момента и способа занятия своими войсками Боснии и Герцеговины. При этом в ходе боевых действий страны договорились не распространять действия своих войск на соответствующие территории: Австро-Венгрия — на Румынию, Сербию, Болгарию и Черногорию, а Россия — на Боснию, Герцеговину, Сербию и Черногорию. В то же время России предоставлялось право привлечь к участию в войне Сербию и Черногорию на своей стороне.
Дополнительной конвенцией предусматривались возможные приобретения по результатам войны — Австро-Венгрия должна была получить Боснию и Герцеговину, исключая Новопазарский санджак, отделявший Сербию от Черногории, а Россия должна была вернуть юго-западную Бессарабию, утраченную по условиям Парижского мира.
Позже Будапештская конвенция позволила Австро-Венгрии требовать пересмотра условий Сан-Стефанского мира.